# 정해구
정해구(丁海龜, 1955년 1월 20일~ )는 대한민국의 정무직공무원, 대학교수이다. 진보 성향 정치학자로, 7대 한국정치연구회 회장이다. 노무현 정부에서는 대통령직 인수위원회 위원, 대통령 자문 정책기획위원회 위원 등으로 활동했고 문재인 정부에서는 대통령직속 자문기구 정책기획위원회 위원장으로 활동했다. 충청남도 서천군 출신이다.

## 생애
1955년 1월 20일 충청남도 서천군에서 태어났다. 명지고등학교와 연세대학교 행정학과를 졸업하고 고려대학교 대학원에서 정치외교학으로 석사학위와 박사학위를 받았다. 한국사회과학연구소 연구위원, 한국정치연구회 연구위원, 세종연구소 객원연구위원 등으로 활동한 후 성공회대학교 사회과학부 교수에 임명되었다. 민주화운동기념사업회 연구소장, 한국정치연구회장, 생활정치연구소장 등도 맡았다.
노무현 정부에서 대통령직 인수위원회 위원, 대통령 자문 정책기획위원회 위원, 민주당 공천심사위원 등을 역임했고 대선 후보 문재인 캠프의 새정치위원회 간사, 민주통합당 정치혁신위원장 등을 역임했다. 문재인 정부가 들어서자 인수위원회 성격인 국정기획자문위원회에서 정치행정분과 위원으로 활동했고 국가정보원 개혁발전위원장으로 일했으며 대통령직속 정책기획위원장, 국민헌법자문특별위원장 등을 맡았다.

## 학력
- 명지고등학교
- 연세대학교 행정학과 학사
- 고려대학교 대학원 정치학 석사
- 고려대학교 대학원 정치학 박사

## 경력
- 2009년 6월: 생활정치연구소 소장, 7대 한국정치연구회 회장, 성공회대학교 사회과학부 정치학 교수
- 2017년 5월 ~ 2017년 7월: 국정기획자문위원회 정치행정분과 위원
- 2017년 6월 ~ : 국가정보원 개혁발전위원회 위원장
- 2017년 9월 ~ : 정책기획위원회 위원장